# Nobody Wants This
Nobody Wants This ist eine Fernsehserie von Erin Foster aus dem Jahr 2024 mit Kristen Bell, Adam Brody, Justine Lupe und Timothy Simons. Die erste Staffel der romantischen Komödie hatte ihre Premiere am 26. September 2024 auf Netflix, im Oktober 2024 wurde die Serie um eine zweite Staffel verlängert. Der Start der 2. Staffel ist für den 23. Oktober 2025 vorgesehen.

## Handlung
Der Rabbiner Noah ist gewohnt, auf Nummer sicher zu gehen. Eines Tages lernt er die unkonventionelle Podcasterin Joanne kennen, die gemeinsam mit ihrer Schwester Morgan einen Podcast rund um Liebe und Sex betreibt. Zwischen Joanne und Noah entwickelt sich eine Liebesbeziehung, was Noahs sicheres und gewohntes Leben auf den Kopf stellt. Noahs Mutter missfällt dessen Beziehung zu einer „Schickse“, ursprünglich sollte er die Jüdin Rebecca heiraten.

## Besetzung und Synchronisation
Die deutschsprachige Synchronisation übernahm die Interopa Film. Dialogregie führte Ulrike Heiland, das Dialogbuch schrieben Yannick Forstenhäusler (Episoden 1–4 und 9) und Jan Fabian Krüger (Episoden 5–8 und 10).
| Rolle          | Darsteller          | Synchronsprecher       |
| -------------- | ------------------- | ---------------------- |
| Joanne         | Kristen Bell        | Manja Doering          |
| Morgan         | Justine Lupe        | Lydia Morgenstern      |
| Noah Roklov    | Adam Brody          | Benedikt Gutjan        |
| Sasha Roklov   | Timothy Simons      | Peter Lontzek          |
| Esther Roklov  | Jackie Tohn         | Vera Teltz             |
| Ashley         | Sherry Cola         | Anja Stadlober         |
| Bina Roklov    | Tovah Feldshuh      | Viola Sauer            |
| Charles        | Bernard David Jones | Yoshij Grimm           |
| Henry          | Michael Hitchcock   | Robert-Louis Griesbach |
| Ilan Roklov    | Paul Ben-Victor     | Erich Räuker           |
| Jay            | Usman Ally          | Asad Schwarz           |
| John           | Stephen Schneider   | Dennis Herrmann        |
| Kyle           | Ryan Hansen         | Kim Hasper             |
| Leah           | Elise Greene        | Nadine Heidenreich     |
| Lynn           | Stephanie Faracy    | Heike Schroetter       |
| Madison        | Madelyn Friedman    | Helena Raspe           |
| Malcolm Miller | Matt Oberg          | Rainer Fritzsche       |
| Miriam Roklov  | Shiloh Bearman      | Asya Tolaz             |
| Pat            | Patrick Bristow     | Christian Gaul         |
| Rabbi Cohen    | Stephen Tobolowsky  | Stefan Staudinger      |
| Rabbi Shira    | Leslie Grossman     | Antje von der Ahe      |
| Rachel         | Rachel Rosenbloom   | Marieke Oeffinger      |
| Rebecca        | Emily Arlook        | Julia Kaufmann         |
| Ryann          | D’Arcy Carden       | Jasmin Arnoldt         |
| Shoshana       | Elise Gallup        | Johanna Marie Krauth   |
| Talia          | Beth Dover          | Isabelle Schmidt       |
| Taylor         | Jolie Handler       | Juliana Götz           |

## Produktion und Hintergrund
Die Serie wurde von 20th Television, 3 Arts Entertainment und Steve Levitan Productions produziert, als Executive Producer fungierten unter anderem Kristen Bell, Erin Foster, Steven Levitan, Craig DiGregorio, Sara Foster, Danielle Stokdyk, Oly Obst und Josh Lieberman.
Als Showrunner fungierten in der ersten Staffel Ideengeberin und Drehbuchautorin Erin Foster und Executive Producer Craig DiGregorio. In der zweiten Staffel soll Erin Foster nicht mehr als Showrunnerin, sondern als ausführende Produzentin tätig sein. Als Showrunner sollen Jenni Konner und Bruce Eric Kaplan fungieren, die für die Serie Girls mitverantwortlich waren.
In der ersten Staffel führte Adrian Peng Correia die Kamera, die Montage verantworteten Maura Corey und Jen Rosenthal.
In einem Interview mit TV Line berichtete Serienschöpferin Erin Foster, dass drei verschiedene Enden für das Finale der 1. Staffel gedreht wurden. Aus den drei verschiedene Fassungen wählte das Team jene Version, die auf Netflix veröffentlicht wurde. Die Serie basiert auf eigenen Erfahrungen von Erin Foster, die für ihren Ehemann zum Judentum konvertierte und einen zehnwöchigen Kurs an der American Jewish University absolviert.
Die beiden Hauptdarsteller Adam Brody und Kristen Bell waren zuvor in Scream 4 (2011), Some Girl(s) (2013), der Serie House of Lies sowie in CHiPs (2017) gemeinsam zu sehen.
Für die zweite Staffel wurde Leighton Meester, die Ehefrau von Hauptdarsteller Adam Brody, als Abby, Joannes Erzfeindin aus der High School, besetzt.

## Episodenliste
| Nr. (ges.) | Nr. (St.) | Deutscher Titel                      | Originaltitel                | Erstausstrahlung USA | Deutschsprachige Erstausstrahlung (D) | Regie             | Drehbuch                           |
| ---------- | --------- | ------------------------------------ | ---------------------------- | -------------------- | ------------------------------------- | ----------------- | ---------------------------------- |
| 1          | 1         | Pilotfolge                           | Pilot                        | 26. Sept. 2024       | 26. Sept. 2024                        | Greg Mottola      | Erin Foster                        |
| 2          | 2         | Kommt eine Schickse in eine Synagoge | A Shiksa Walks Into a Temple | 26. Sept. 2024       | 26. Sept. 2024                        | Greg Mottola      | Erin Foster                        |
| 3          | 3         | Entweder Aura                        | Either Aura                  | 26. Sept. 2024       | 26. Sept. 2024                        | Karen Maine       | Jane Becker, Lindsay Golder        |
| 4          | 4         | Der Obliterator                      | Obliterated                  | 26. Sept. 2024       | 26. Sept. 2024                        | Karen Maine       | Jane Becker                        |
| 5          | 5         | Meine Freundin Joanne                | My Friend Joanne             | 26. Sept. 2024       | 26. Sept. 2024                        | Oz Rodriguez      | Neel Shah, Pat Regan               |
| 6          | 6         | Das Igitt                            | The Ick                      | 26. Sept. 2024       | 26. Sept. 2024                        | Hannah Fidell     | Ron Weiner, Noelle Valdivia        |
| 7          | 7         | Ehefrauen und Freundinnen            | WAGS                         | 26. Sept. 2024       | 26. Sept. 2024                        | Oz Rodriguez      | Lindsay Golder                     |
| 8          | 8         | Rebeccas Kiste                       | Rebecca’s Box                | 26. Sept. 2024       | 26. Sept. 2024                        | Hannah Fidell     | Ryann Werner, Ron Weiner           |
| 9          | 9         | Meine Bina                           | My Girl Bina                 | 26. Sept. 2024       | 26. Sept. 2024                        | Lawrence Trilling | Barbie Adler, Niki Schwartz-Wright |
| 10         | 10        | Ungebetene Gäste auf der Bat-Mizwa   | Bat Mitzvah Crashers         | 26. Sept. 2024       | 26. Sept. 2024                        | Lawrence Trilling | Craig DiGregorio                   |

## Rezeption

### Kritiken
Ursula Schmied bezeichnete die Serie auf glamour.de als mit Abstand beste Romcom des Jahres. Produktionen wie 10 Dinge, die ich an dir hasse, Notting Hill, Harry und Sally oder Pretty Woman hätten gemeinsam, dass Welten aufeinander treffen. Dabei gebe es den Augenblick, in dem die Funken sprühen, sich die Protagonisten verlieben und ab dem ihre Welt kopfsteht. Und genau das passiere auch in dieser Serie.
derwatchdog.de meinte, dass sich die Serie als lockerleichte Feel Good-Unterhaltung mit zwei gut aufgelegten Stars, gewitzten Dialogen und sorgsam gezeichneten Charakteren entpuppe. Ähnlich einladend, wenn es um warmherzige Comedy geht, war zuletzt nur Platonic.
kinofans.com vergab drei von fünf Sternen und befand, dass die interessante Prämisse auch als kürzerer Film funktioniert hätte und das Ende etwas unentschlossen sei.
Susanne Rakowitz (vier von fünf Punkten) schrieb in der Kleinen Zeitung, dass die Serie die Hürden der Stolperfalle RomCom mit großer Leichtigkeit überspringe, eingehüllt von viel Witz und Ironie. Jüdische Klischees würden klug und unverkrampft verhandelt. Ziemlich am Klischee kratzten die Geschwister von Joanne und Noah, zwischen schrullig und tollpatschig tapsten sie bisweilen wie Sitcom-Charaktere durchs Leben.

### Abrufe
Am Startwochenende landete die Serie hinter Monster: Die Geschichte von Lyle und Erik Menendez auf Platz 2 der englischen TV-Liste und wurde 10,3 Millionen Mal angesehen. In der zweiten Woche belegte die Serie Platz 1 der englischen TV-Liste mit 15,9 Millionen Zuschauern.
Laut digital i erreichte die Serie im Oktober 2024 in Deutschland rund eine Million zusehende Haushalte und lag damit hinter LOL: Last One Laughing: Halloween Special (Prime Video) auf Platz zwei der Serien-Streaming-Charts.

## Auszeichnungen und Nominierungen
Critics’ Choice Television Awards 2025
- Nominierung in der Kategorie Beste Comedyserie[25]
- Auszeichnung in der Kategorie Bester Hauptdarsteller in einer Comedyserie (Adam Brody)
- Nominierung in der Kategorie Beste Hauptdarstellerin in einer Comedyserie (Kristen Bell)

Golden Globe Awards 2025
- Nominierung in der Kategorie Beste Serie – Komödie oder Musical
- Nominierung in der Kategorie Bester Serien-Hauptdarsteller – Komödie oder Musical (Adam Brody)
- Nominierung in der Kategorie Beste Serien-Hauptdarstellerin – Komödie oder Musical (Kristen Bell)

Screen Actors Guild Awards 2025
- Nominierung in der Kategorie Bester Darsteller in einer Comedyserie (Adam Brody)
- Nominierung in der Kategorie Beste Darstellerin in einer Comedyserie (Kristen Bell)

Primetime-Emmy-Verleihung 2025
- Nominierung in der Kategorie Outstanding Comedy Series[26]
- Nominierung in der Kategorie Bester Hauptdarsteller – Comedyserie  (Adam Brody)
- Nominierung in der Kategorie Beste Hauptdarstellerin – Comedyserie (Kristen Bell)